# Badelunda distrikt
Badelunda distrikt är ett distrikt i Västerås kommun och Västmanlands län. 
Distriktet ligger öster om Västerås. 

## Tidigare administrativ tillhörighet
Distriktet inrättades 2016 och utgörs av en del av området Västerås stad omfattade till 1971, delen som före 1946 utgjorde Badelunda socken.
Området motsvarar den omfattning Västerås Badelunda församling hade vid årsskiftet 1999/2000.